# Mads Hvilsom
Mads Dittmer Hvilsom (født 23. august 1992 i Himmelev) er en dansk fodboldspiller, der spiller som angriber for Hobro IK. Han har tidligere spillet i flere danske klubber samt i en kortere periode i tysk og norsk fodbold.

## Karriere
Hvilsom fik den 5. april 2009 debut for FC Midtjyllands førstehold i SAS Ligaen, og dermed blev han med sine 16 år og 225 dage Superligaens yngste debutant nogensinde.
Han begyndte sin fodboldskarriere i Hvidovre IF og FC Roskilde.

### Viborg FF
Hvilsom blev i sommeren 2011 udlejet til Viborg FF. Aftalen var gældende til sommeren 2012, med den betingelsen af FC Midtjylland kunne ophæve aftale ved årsskiftet. Hvilsom debuterede for Viborg FF 8. august 2011 i en pokalkamp mod Skive. Fire dage senere 12. august mødte Viborg FF FC Hjørring i en ligakamp. Hvilsom scorede i denne kamp sine første tre mål for Viborg FF og dermed hattrick i sin 1. divisionsdebut for klubben. Da efterårssæsonen 2011 var afsluttet, meddelte FCM at de ville have Hvilsom retur fra lejemålet med Viborg.

### Hobro IK
I sommeren 2012 blev Hvilsom udlejet til 1. divisionsklubben Hobro IK.
I sommeren 2014 skiftede Hvilsom permanent til Hobro.

### Eintracht Braunschweig
I sommeren 2015 skiftede Mads Hvilsom til den tyske 2. Bundesliga klub Eintracht Braunschweig på en treårig aftale.

### SK Brann
Et halvt år efter Hvilsoms skifte til Eintracht Braunschweig blev det offentliggjort, at han var blevet lejet ud til norske SK Brann frem til sommeren 2017.

### Esbjerg fB
Den 21. juni blev Mads Hvilsom hentet til Esbjerg fB på en lejeaftale fra Eintracht Braunschweig. Som en del af aftalen skulle Esbjerg købe ham fri i sommeren 2017.

### SønderjyskE
Den 9. juni 2017 meddelte SønderjyskE at de havde sikret sig Hvilsom på en lejeaftale, der gjaldt frem til sommeren 2019, hvor hans kontrakt i Esbjerg fB udløb.

### Hobro (igen)
Efter udløbet af kontrakten med Esbjerg kom Hvilsom igen til Hobro, hvor han fik en treårig aftale.